# معالجة قريبة (إشعاع)
يشير مصطلح المعالجة الإشعاعية الداخلية أو المعالجة الإشعاعية عن قرب إلى شكل من أشكال المعالجة الإشعاعية يُزرع من خلالها مصدر الإشعاع المغلق داخل المنطقة المستهدفة أو بشكل ملاصق لها. تُستخدم المعالجة الإشعاعية الداخلية بشكل شائع كعلاج فعال لسرطانات عنق الرحم والبروستات والثدي والمريء والجلد، كما يمكن استخدامها لعلاج الأورام في أماكن أخرى عديدة من الجسم. أظهرت النتائج العلاجية أن معدلات شفاء السرطانات بالإشعاع الداخلي قريبة منها في الجراحة والعلاج بالإشعاع الخارجي أو أفضل منها حتى عندما تستخدم بالمشاركة مع التقنيات سابقة الذكر. يمكن استخدام المعالجة الإشعاعية القريبة بمفردها أو بالمشاركة مع تقنيات علاجية أخرى مثل الجراحة والإشعاع الخارجي والعلاج الكيماوي.
تختلف المعالجة الإشعاعية القريبة عن المعالجة الإشعاعية ذات المنبع غير المغلق، والتي تُحقن فيها نويدة مشعة (نظير مشع) في الجسم لترتبط كيميائيًا بالنسيج الذي يحتاج إلى تدمير. تختلف هذه التقنية أيضًا عن المعالجة بالإشعاع الخارجي، والتي تُوجه فيها الأشعة السينية عالية الطاقة (وفي بعض الأحيان تُستخدم أشعة غاما الصادرة عن نظير مشع مثل الكوبالت-60) إلى الورم من مصدر خارج الجسم. بدلًا من ذلك، تتضمن المعالجة الإشعاعية القريبة الزرع الدقيق لمصادر إشعاعية قصيرة المدى (مثل النظيرين المشعين اليود-125 أو السيزيوم-131) بشكل مباشر في مكان الورم السرطاني. تُغلف مصادر الإشعاع تلك بوسيلة محددة لانتشار الإشعاع مثل محفظة أو سلك، ما يسمح للإشعاع المؤين بالتسرب لعلاج الأنسجة المحيطة وقتل الخلايا الورمية لكنه يمنع الشحنة الكهربائية للنظير المشع من الانتقال إلى سوائل الجسم أو الانحلال ضمنها. يمكن إزالة المحفظة المغلفة في وقت لاحق، أو (في بعض حالات النظائر المشعة) تُترك في مكانها دون تحريك.
الأمر المميز في المعالجة الإشعاعية القريبة هو أن الإشعاع يؤثر فقط على منطقة محددة حول مصدر الإشعاع، وبالتالي يقل تعرض الأنسجة السليمة البعيدة عن النظير المشع للإشعاع. إضافة إلى ذلك، في حال تحرك المريض أو إذا تحرك الورم داخل الجسم خلال العلاج، يحافظ مصدر الإشعاع على موقعه الصحيح بالنسبة إلى الورم. تمنح هذه الصفات المميزة للمعالجة الإشعاعية القريبة هذه الطريقة أفضلية على العلاج الإشعاعي خارجي المصدر، إذ يمكن علاج الورم بجرعات مرتفعة جدًا من الإشعاع الموضعي مع حماية النسج السليمة المجاورة من التعرض غير الضروري للأشعة المؤذية.
يمكن إنجاز شوط علاجي من المعالجة الإشعاعية القريبة في وقت أقصر بالمقارنة مع تقنيات العلاج الإشعاعي الأخرى. يساعد هذا الأمر على تقليل قدرة الخلايا الورمية المتبقية على الانقسام والنمو في الفترات الزمنية الفاصلة بين جرعات العلاج الشعاعي. يحتاج المرضى عمومًا إلى إجراء عدد أقل من الزيارات لمركز العلاج الشعاعي مقارنة بأولئك المعالجين بالأشعة خارجية المصدر، كما يمكن أن يتلقوا العلاج كمرضى خارجيين دون الحاجة إلى استشفاء ما يجعل الخضوع للعلاج أكثر راحة للمرضى. تعني هذه الميزة أن معظم المرضى يكونون قادرين على تحمل المعالجة الإشعاعية القريبة بشكل جيد.
وصلت قيمة السوق العالمية للمعالجة الشعاعية القريبة إلى 680 مليون دولار أمريكي في عام 2013، من بينها نسبة 70% لقطاعي معدل الجرعات العالي (إتش دي آر) ومعدل الجرعات المنخفض (إل دي آر). شكلت تقنيتا الكرات الدقيقة والمعالجة الإشعاعية القريبة الإلكترونية النسبة الباقية المقدرة بـ 30%. تقدر بعض الدراسات التحليلية وصول قيمة سوق المعالجة الإشعاعية القريبة إلى أكثر من 2.4 مليار دولار بحلول عام 2030، فهي تنمو بمعدل 8% سنويًا، معتمدة بشكل أساسي على سوق الكرات الدقيقة بالإضافة إلى المعالجة الإشعاعية القريبة الإلكترونية التي تحصل على اهتمام متنام حول العالم باعتبارها تقنية صديقة للمستخدمين.

## الاستخدامات الطبية
تُستخدم المعالجة الإشعاعية القريبة عادة لعلاج سرطانات عنق الرحم والبروستات والثدي والجلد.
يمكن استخدام هذه الطريقة أيضًا في علاج أورام الدماغ والعين ومنطقة الرأس والعنق (مثل الشفة وقاع الفم واللسان والبلعوم الأنفي والبلعوم الفموي) والطريق التنفسي (مثل الرغامى والقصبات) والجهاز الهضمي (مثل المريء والمرارة والطرق الصفراوية والمستقيم والشرج) والطرق البولية (مثل المثانة والإحليل والقضيب) والجهاز التناسلي الأنثوي (مثل الرحم والمهبل والفرج) والنسج الرخوة.
نتيجة إمكانية تثبيت مصدر الأشعة بشكل دقيق على المنطقة الورمية المستهدفة، تمكن تقنية المعالجة الإشعاعية القريبة من تركيز جرعة إشعاعية عالية على منطقة صغيرة. إضافة إلى ذلك، بما أن مصادر الإشعاع موضوعة إلى جانب الورم المستهدف، فهي تحافظ على موقعها بالنسبة إلى الورم في حال حركة المريض أو إذا تحرك الورم داخل الجسم. نتيجة ذلك، يبقى توجيه الأشعة الصادرة عن العناصر المشعة فعالًا ودقيقًا. يمكن هذا الأمر الأطباء من تحقيق امتثالية علاجية عالية، أي التأكيد على حصول كافة أجزاء الورم على الجرعة المثالية من الأشعة. تقلل هذه التقنية أيضًا من خطورة أذية الأنسجة والأعضاء والبنى السليمة حول الورم، وبالتالي تزداد فرصة شفاء الورم والحفاظ على الوظيفة الطبيعية للأعضاء.
يمكن استخدم تقنية المعالجة الإشعاعية القريبة بنمط إتش دي آر من تقليل مدة العلاج مقارنة مع العلاج الإشعاعي خارجي المصدر. يحتاج المرضى المعالجون بتقنيات المعالجة القريبة إلى إجراء عدد أقل من الزيارات لمراكز العلاج الإشعاعي مقارنة مع المعالجين بالأشعة خارجية المصدر، وبالتالي يمكن إنجاز الخطط العلاجية في وقت أقل. يمكن إنجاز عدد كبير من إجراءات المعالجة الإشعاعية القريبة للمرضى الخارجيين دون الحاجة إلى استشفاء. يعتبر هذا الأمر مهمًا بشكل خاص بالنسبة إلى المرضى الملتزمين بمزاولة أعمالهم أو المرضى المسنين أو أولئك الذين يقطنون مناطق بعيدة عن مراكز العلاج، ما يضمن إمكانية حصولهم على العلاج والالتزام بالخطط العلاجية. يمكن أن تحسن الخطط العلاجية القصيرة والإجراءات العلاجية الخارجية من كفاءة مراكز العلاج الإشعاعي.
يمكن استخدم المعالجة الإشعاعية القريبة بهدف شفاء السرطان في حالات الأورام صغيرة الحجم أو المنتشرة موضعيًا، وذلك بفرض عدم إعطاء الورم للنقائل (انتشار الورم إلى مناطق أخرى من الجسم). في الحالات المختارة بشكل مناسب، تمثل المعالجة الإشعاعية الداخلية مقاربة مشابهة للجراحة الاستئصالية، فهي تحقق احتمالية الشفاء ذاتها مع تأثيرات جانبية مشابهة. لكن وفي الأورام المنتشرة موضعيًا، قد لا تقدم الجراحة روتينيًا أفضل احتمال للشفاء، كما أن إجراءها قد لا يكون ممكنًا تقنيًا في العديد من الحالات. في هذه الحالات، يمثل العلاج الإشعاعي بشكل عام (ومن ضمنه المعالجة الإشعاعية القريبة) أفضل احتمالات الشفاء. في المراحل المتقدمة من السرطان، يمكن استخدام هذه التقنية كخيار علاجي تلطيفي من أجل تحسين الأعراض والتقليل من الألم والنزف.
في الحالات التي يكون فيها الوصول إلى الورم صعبًا، أو يكون الورم كبير الحجم بشكل لا يسمح بتأمين وصول الأشعة وتوزعها بشكل مثالي في منطقة العلاج، يمكن إشراك المعالجة الإشعاعية القريبة بوسائل أخرى مثل المعالجة بالأشعة خارجية المصدر أو الجراحة. يعتبر العلاج المشترك بين المعالجة الإشعاعية القريبة والمعالجة الكيميائية بشكل خاص أمرًا نادرًا.

### سرطان المريء
بالنسبة إلى المعالجة الإشعاعية لسرطان المريء، تعتبر المعالجة الإشعاعية القريبة أخد خيارات العلاج الفعال، وهي تقدم خيارًا علاجيًا نوعيًا أو وسيلة مفيدة في العلاج الملطف. يمكن للاستخدام النوعي العلاجي أن يؤمن إيصال الجرعة الشعاعية بشكل فعال، في حين يساعد استخدام هذه التقنية كعلاج ملطف على تحسين الأعراض مثل عسرة البلع على وجه الخصوص.
| العنصر المشع         | النوع      | عمر النصف | الطاقة               |
| -------------------- | ---------- | --------- | -------------------- |
| سيزيوم-137 (137Cs)   | γ-أشعة     | 30,17 سنة | 0,662 MeV            |
| كوبالت-60 (60Co)     | γ-أشعة     | 5,26 سنة  | 1,17; 1,33 MeV       |
| إريديوم-192 (192Ir)  | γ-أشعة     | 74,0 يوم  | 0,38 MeV (متوسط)     |
| يود-125 (125I)       | أشعة سينية | 59,6 يوم  | 27,4; 31,4 و35,5 keV |
| بالاديوم-103 (103Pd) | أشعة سينية | 17,0 Tage | 21 keV (متوسط)       |
| روثينيوم-106 (106Ru) | β-أشعة     | 1,02 سنة  | 3,54 MeV             |